# Roger Troisième
Roger Troisième (né le 2 février 1921 à Blénod-lès-Pont-à-Mousson en Meurthe-et-Moselle et mort le 18 janvier 2009) est un joueur français de football qui évoluait au poste d'attaquant.

## Biographie
Attaquant très mobile et possédant une grosse frappe de balle, Roger Troisième débute le football dans le club de sa ville natale du CS Blénod aux côtés de Jean Swiatek.
Troisième et Swiatek partent sont tous deux sélectionnés en 1943 pour évoluer avec l'EF Bordeaux-Guyenne lors du championnat de guerre 1943-44, puis partent à nouveau ensemble l'année suivante pour rejoindre le club des Girondins de Bordeaux.
En 1946, il est acheté par le RC Lens pour la somme de 550 000 FRF avec qui il reste une saison avant de rejoindre l'Olympique alésien.